# Roncobello
Roncobello (lombardul: Roncobèl) település Olaszországban, Lombardia régióban, Bergamo megyében. Lakosainak száma 434 fő (2023. január 1.). Roncobello Branzi, Moio de’ Calvi, Ardesio, Dossena, Isola di Fondra, Oltre il Colle, Serina és Lenna községekkel határos.

## Népesség
A település lakossága az elmúlt években az alábbi módon változott:
| Lakosok száma | 432  | 433  | 434  |
|               | 2017 | 2018 | 2023 |